# Прилипкинский
Прилипкинский — хутор в Серафимовичском районе Волгоградской области.
Входит в состав Отрожкинского сельского поселения.

## География

### Улицы
- ул. Дорожная
- ул. Ольховая
- ул. Продольная
- пер. Дачный
- пер. Короткий

## Население
| 2010 | 2015 |
| ---- | ---- |
| 67   | ↘55  |